# Dataphernes
Dataphernes war ein im 4. Jahrhundert v. Chr. lebender persischer Adliger zur Zeit des Asienfeldzugs Alexanders des Großen.
Möglicherweise war Dataphernes baktrischer Abstammung. Er gehörte zu den engsten Vertrauten des baktrischen Satrapen Bessos, der im Juli 330 v. Chr. den persischen Großkönig Dareios III. beseitigen ließ. Als aber Bessos ähnlich wenig wie zuvor Dareios III. gegen Alexander den Großen ausrichtete, boten Dataphernes und Spitamenes Anfang 329 v. Chr. dem siegreichen makedonischen Eroberer die Auslieferung des Bessos an. Im Auftrag Alexanders übernahm Ptolemaios die Aufgabe, Bessos gefangen zu nehmen. Später erzählte er in seiner von ihm selbst verfassten, auszugsweise bei Arrian erhaltenen Alexandergeschichte, dass Dataphernes und Spitamenes in ihrem Entschluss zur Auslieferung wieder geschwankt hätten. Daraufhin sei er mit der Reiterei seinem Korps vorausgeeilt, habe den Ort, in dem sich Bessos aufhielt, umstellt und dessen Übergabe durch die Dorfbewohner erreicht, während Dataphernes und Spitamenes bereits das Weite gesucht hätten. Laut Aristobulos hätten hingegen Dataphernes und Spitamenes selbst Bessos ohne Umstände an Ptolemaios übergeben, welche Version die späteren antiken Historiker präferierten. Jedenfalls schloss sich Dataphernes in der Folge dem weiteren Aufstand des Spitamenes gegen Alexander an, wurde aber nach dessen Ermordung von den Dahae etwa Ende 328 v. Chr. an den Makedonenkönig ausgeliefert.